# Rodez (quận)
Quận Rodez là một quận của Pháp, nằm ở tỉnh Aveyron, ở vùng Occitanie. Quận này có 23 tổng và 139 xã.

## Các đơn vị hành chính

### Các tổng
Các tổng của quận Rodez là: 
1. Baraqueville-Sauveterre
2. Bozouls
3. Cassagnes-Bégonhès
4. Conques
5. Entraygues-sur-Truyère
6. Espalion
7. Estaing
8. Laguiole
9. Laissac
10. Marcillac-Vallon
11. Mur-de-Barrez
12. Naucelle
13. Pont-de-Salars
14. Réquista
15. Rignac
16. Rodez-Est
17. Rodez-Nord
18. Rodez-Ouest
19. Saint-Amans-des-Cots
20. Saint-Chély-d'Aubrac
21. Sainte-Geneviève-sur-Argence
22. Saint-Geniez-d'Olt
23. La Salvetat-Peyralès

### Các xã
Các xã của quận Rodez, và mã INSEE là: 
| 1. Agen-d'Aveyron (12001)              | 2. Alpuech (12005)                         | 3. Anglars-Saint-Félix (12008)         | 4. Arques (12010)                         |
| 5. Arvieu (12011)                      | 6. Aurelle-Verlac (12014)                  | 7. Auriac-Lagast (12015)               | 8. Auzits (12016)                         |
| 9. Balsac (12020)                      | 10. Baraqueville (12056)                   | 11. Belcastel (12024)                  | 12. Bertholène (12026)                    |
| 13. Bessuéjouls (12027)                | 14. Bournazel (12031)                      | 15. Boussac (12032)                    | 16. Bozouls (12033)                       |
| 17. Brommat (12036)                    | 18. Cabanès (12041)                        | 19. Calmont (12043)                    | 20. Camboulazet (12045)                   |
| 21. Camjac (12046)                     | 22. Campouriez (12048)                     | 23. Campuac (12049)                    | 24. Canet-de-Salars (12050)               |
| 25. Cantoin (12051)                    | 26. Cassagnes-Bégonhès (12057)             | 27. Cassuéjouls (12058)                | 28. Castanet (12059)                      |
| 29. Castelmary (12060)                 | 30. Castelnau-de-Mandailles (12061)        | 31. Centrès (12065)                    | 32. Clairvaux-d'Aveyron (12066)           |
| 33. Colombiès (12068)                  | 34. Comps-la-Grand-Ville (12073)           | 35. Condom-d'Aubrac (12074)            | 36. Connac (12075)                        |
| 37. Conques (12076)                    | 38. Coubisou (12079)                       | 39. Coussergues (12081)                | 40. Crespin (12085)                       |
| 41. Cruéjouls (12087)                  | 42. Curières (12088)                       | 43. Druelle (12090)                    | 44. Durenque (12092)                      |
| 45. Entraygues-sur-Truyère (12094)     | 46. Escandolières (12095)                  | 47. Espalion (12096)                   | 48. Espeyrac (12097)                      |
| 49. Estaing (12098)                    | 50. Flavin (12102)                         | 51. Florentin-la-Capelle (12103)       | 52. Gabriac (12106)                       |
| 53. Gaillac-d'Aveyron (12107)          | 54. Golinhac (12110)                       | 55. Goutrens (12111)                   | 56. Graissac (12112)                      |
| 57. Gramond (12113)                    | 58. Grand-Vabre (12114)                    | 59. Huparlac (12116)                   | 60. La Loubière (12131)                   |
| 61. La Salvetat-Peyralès (12258)       | 62. La Selve (12267)                       | 63. La Terrisse (12279)                | 64. Lacalm (12117)                        |
| 65. Lacroix-Barrez (12118)             | 66. Laguiole (12119)                       | 67. Laissac (12120)                    | 68. Lassouts (12124)                      |
| 69. Le Cayrol (12064)                  | 70. Le Fel (12093)                         | 71. Le Monastère (12146)               | 72. Le Nayrac (12172)                     |
| 73. Le Vibal (12297)                   | 74. Lescure-Jaoul (12128)                  | 75. Luc-la-Primaube (12133)            | 76. Lédergues (12127)                     |
| 77. Manhac (12137)                     | 78. Marcillac-Vallon (12138)               | 79. Mayran (12142)                     | 80. Meljac (12144)                        |
| 81. Montpeyroux (12156)                | 82. Montrozier (12157)                     | 83. Montézic (12151)                   | 84. Mouret (12161)                        |
| 85. Moyrazès (12162)                   | 86. Mur-de-Barrez (12164)                  | 87. Muret-le-Château (12165)           | 88. Murols (12166)                        |
| 89. Naucelle (12169)                   | 90. Nauviale (12171)                       | 91. Noailhac (12173)                   | 92. Olemps (12174)                        |
| 93. Onet-le-Château (12176)            | 94. Palmas (12177)                         | 95. Pierrefiche (12182)                | 96. Pomayrols (12184)                     |
| 97. Pont-de-Salars (12185)             | 98. Prades-Salars (12188)                  | 99. Prades-d'Aubrac (12187)            | 100. Pradinas (12189)                     |
| 101. Pruines (12193)                   | 102. Quins (12194)                         | 103. Rignac (12199)                    | 104. Rodelle (12201)                      |
| 105. Rodez (12202)                     | 106. Rullac-Saint-Cirq (12207)             | 107. Réquista (12197)                  | 108. Saint-Amans-des-Cots (12209)         |
| 109. Saint-Christophe-Vallon (12215)   | 110. Saint-Chély-d'Aubrac (12214)          | 111. Saint-Cyprien-sur-Dourdou (12218) | 112. Saint-Côme-d'Olt (12216)             |
| 113. Saint-Félix-de-Lunel (12221)      | 114. Saint-Geniez-d'Olt (12224)            | 115. Saint-Hippolyte (12226)           | 116. Saint-Jean-Delnous (12230)           |
| 117. Saint-Just-sur-Viaur (12235)      | 118. Saint-Symphorien-de-Thénières (12250) | 119. Sainte-Eulalie-d'Olt (12219)      | 120. Sainte-Geneviève-sur-Argence (12223) |
| 121. Sainte-Juliette-sur-Viaur (12234) | 122. Sainte-Radegonde (12241)              | 123. Salles-la-Source (12254)          | 124. Salmiech (12255)                     |
| 125. Sauveterre-de-Rouergue (12262)    | 126. Soulages-Bonneval (12273)             | 127. Sébazac-Concourès (12264)         | 128. Sébrazac (12265)                     |
| 129. Sénergues (12268)                 | 130. Sévérac-l'Église (12271)              | 131. Tauriac-de-Naucelle (12276)       | 132. Taussac (12277)                      |
| 133. Tayrac (12278)                    | 134. Thérondels (12280)                    | 135. Trémouilles (12283)               | 136. Valady (12288)                       |
| 137. Villecomtal (12298)               | 138. Vimenet (12303)                       | 139. Vitrac-en-Viadène (12304)         |                                           |